# Grenelle (Seine)
Pour les articles homonymes, voir Grenelle.
Grenelle est une ancienne commune française du département de la Seine, créée en 1830, qui était aussi communément appelée Beau-Grenelle. Elle est l'une des quatre communes entièrement annexées en 1860 par Paris. Son territoire forme aujourd'hui une partie du 15e arrondissement s'étendant sur les deux tiers sud du quartier de Grenelle (la partie nord, au-dessus du boulevard de Grenelle, étant issue de l'ancien quartier des Invalides de l'ancien 10e arrondissement de Paris), l'essentiel du quartier de Javel et un petit bout du quartier Necker.

## Géographie
La plaine de Grenelle s'étendait des actuels Invalides jusqu'aux anciens terrains marécageux de Javel en bordure de Seine à l'ouest. La terre de la plaine de Grenelle était difficile pour l'agriculture, ce qui explique pourquoi l'endroit fut longtemps très éparsement peuplé malgré la proximité de Paris.
L'ancienne commune de Grenelle était délimitée à l'Ouest par la Seine, l'île aux Cygnes étant comprise dans la commune et au Nord par le boulevard de Grenelle jusqu'à la place Cambronne. Ses limites Est et Sud étaient plus compliquées et ne correspondent pas toujours à des rues. À l'Est, la commune comprenait une grande partie du triangle formé par les rues de la Croix-Nivert, Cambronne et Mademoiselle, aujourd'hui inclus dans le quartier Necker. La rue Mademoiselle constituait sa limite entre les rues Quinault et de la Croix-Nivert, puis c'était la rue de la Croix Nivert jusqu'à la rue de Javel. La limite Sud était formée par la rue de Javel depuis la rue de la Croix-Nivert jusqu'à la rue de Lourmel (alors appelée rue des Vaches à cet endroit), puis la rue de Lourmel jusqu'aux environs de la rue Varet, ensuite de ce point rejoignait le croisement des rues Cauchy et Gutenberg, et enfin suivait la rue Cauchy (alors rue Saint Paul) jusqu'à la Seine.
Par loi du 16 juin 1859, une partie quasiment non construite de ce qui était alors la commune d'Issy lui fut réunie, à savoir le territoire situé au sud-ouest entre la Seine et la rue de Lourmel jusqu'aux fortifications de Thiers incluses, c'est-à-dire jusqu'à l'actuel boulevard périphérique. Le plan cadastral de Grenelle indique que cette partie fut selon cette loi « annexée à la commune de Grenelle » mais en réalité cette loi est celle qui organisa aussi l'annexion de Grenelle par Paris.

## Toponymie

### Attestations anciennes
Le nom de la localité est attesté sous les formes :
- Garanellas (ancien cartulaire)[6],
- Garnelle (1210[a 1], 1389[a 2]),
- Garnelles (1210)[7],[8],
- Garanella (1243)[a 1],
- la Garenne Saint-Germain (1318)[a 3], la Garenne (1529)[a 4],
- la Garanne (1355)[a 3],
- Guernelles (1367)[a 5],
- Grenelle (1489[a 6], 1529[a 4]),
- les Garannes (1490)[a 7],
- la Garanne Saint-Germain autrement dit Grenelles (1491)[a 1],
- aux Garennes (1529), les Garennes (1529)[a 8],
- Guarnelles[Quand ?][9],

Et pour une subdivision du territoire :
- Haute-Garenne (1355, 1489)[a 9],
- Haute-Garenne, près Grenelle (1489)[a 1],
- le Hault de Grenelle, aultrement les Graniers (1531)[a 9],
- Hault de Garnelles (1529)[a 9].

Pour une autre localité dont Gendron et al considèrent que Grenelle partage l'étymologie :
- (la) Garennelle (1231)[10],[11].

### Étymologie
Il peut s'agir d'une formation toponymique gauloise, basée sur le nom d'oiseau garanus « grue », dérivé à l'aide du suffixe diminutif -illo-, d'où le sens global de « petite grue »,. Le suffixe gaulois -illo- > -illa (*garanilla) a été assimilé ultérieurement au suffixe diminutif latin -ellus, au féminin -ella.
Le gaulois garanus a pour proches parents les gallois, vieux cornique et breton garan « grue » et se retrouve sur le pilier des nautes parisiaques dans le composé trigaranus, précédé du nom du taureau, taruos. Taruos trigaranus signifie « taureau aux trois grues », mais on ignore tout du mythe gaulois qui l'évoque.
L'utilisation d'un nom d'animal dans la toponymie ne doit pas surprendre, puisqu'elle est fréquemment attestée de l'époque gauloise à nos jours cf. Bibracte, le Héron, la Baleine, Villechien, etc.
En revanche, il n'existe pas de mot latin *garanella signifiant « petite garenne »,. Les promoteurs, de cette étymologie l'ont déduite à partir de garan-, perçu comme étant le radical de garenne (anciennement attesté sous la forme garanne en 1160 et latinisée garanna en 1277) et du suffixe diminutif -ella. En outre, garenne n'est pas un mot latin mais un terme propre à l'ancien français qui apparait également sous la forme warenne (latinisée en warenna chez Du Cange), et dont l'étymon est vraisemblablement pré-latin, avec une influence du germanique sur la consonne initiale. 
*Garannelle > Garennelle peut éventuellement correspondre à un dérivé en -elle (suffixe diminutif) en ancien français, à partir du mot garanne « garenne », c'est-à-dire *garannelle > garennelle « petite garenne ». En effet, l'abbaye de Saint-Germain-des-Prés possédait sur la rive gauche une garenne, qui était le haut Grenelle et les abbés de Sainte-Geneviève, seigneurs d'Auteuil, avaient leur garenne qui commençait aux terrains de la future École militaire.

## Histoire du lieu
La commune de Grenelle n'exista en tant que telle que de 1830 à 1860.

### Grenelle dans l’Antiquité et le Moyen Âge
C'est dans la plaine de Garanella que certains historiens situent le combat opposant, en l'an -52, les troupes du chef gaulois Camulogène aux légions du général romain Labienus, pendant la bataille de Lutèce. Malgré une courageuse résistance, les troupes gauloises furent défaites et passées par les armes,,. Les Romains, en honneur à leur victoire rebaptisèrent la plaine "Champ de Mars", endroit où sera bâtie bien plus tard la Tour Eiffel[réf. nécessaire].
Dans une chronique de 1130, Bernard dit en parlant de cette localité « que des jardins y sont situés et qu'on y retire une sorte de grenelle, avec laquelle on fabrique une excellente qualité de verre » (grenelle ou granelle, signifie : sable, gravelle, plaine sablonneuse).
C'est vers le milieu du XIIIe siècle que Grenelle devint un fief de l’abbaye de Sainte-Geneviève et fut rattaché au village de Vaugirard que possédait déjà l'abbaye.
Il y a eu autrefois un château de Garnelle, appartenant à la célèbre famille des sires de Craon, qui était le siège de haute et de basse justice et relevait de l'abbaye de Sainte-Geneviève.

### Grenelle pendant la Révolution

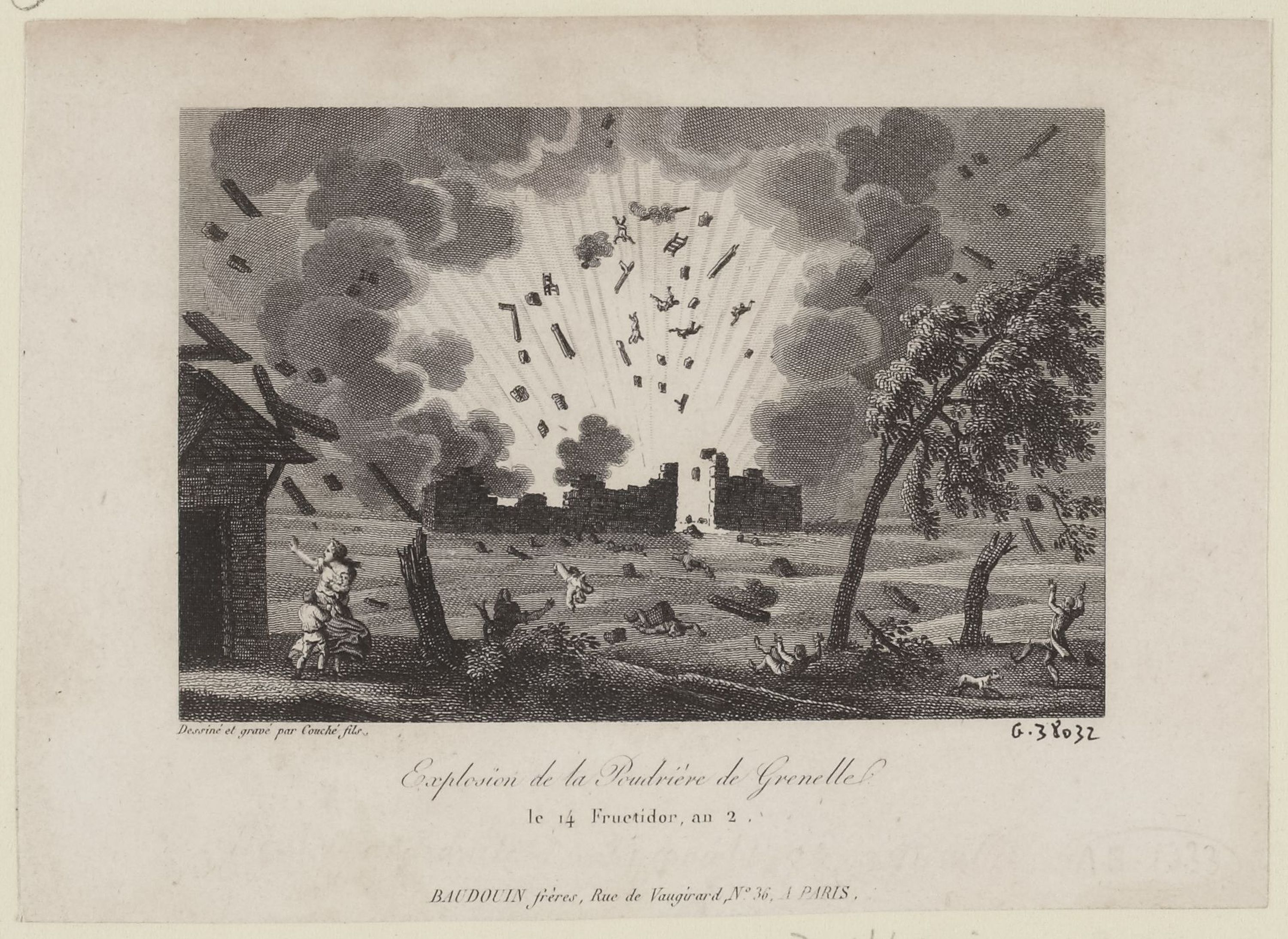
Explosion de la poudrière de Grenelle le 14 Fructidor, an 2.

En 1792, le chimiste Chaptal y installa une poudrerie qui, le 30 août 1794, après l'expédition de plus de 150 000 kilogrammes de poudre aux armées de la République, sauta et fit de nombreuses victimes. Cette terrible explosion dont on ne sut jamais la cause fut attribuée à un complot dirigé contre le Directoire, connu sous le nom de Conspiration de Grenelle.
En septembre 1796, un groupe d'artisans et de commerçants mécontents tenta de rallier à sa cause les militaires du camp de Grenelle pour renverser le Directoire. C'est l'affaire du camp de Grenelle. Tous ceux que la force publique put attraper furent fusillés à ce même endroit.
Le père d'Anselme Payen y ouvrit une manufacture en 1797, produisant du sel ammoniac. Celle-ci deviendra sous la direction de son fils l'une des grandes manufactures de Paris lors de la Restauration et de la monarchie de Juillet.
La plaine de Grenelle servait aux exécutions capitales qui avaient lieu entre le mur d'enceinte et le château de Grenelle, ancien hôtel de Craon, c'est-à-dire sur l'emplacement de la caserne Dupleix. C'est là que fut exécuté le général Mallet le 29 octobre 1812, lequel avait conspiré contre l'empereur Napoléon Ier qu'il avait tenté de faire passer pour mort à Moscou, afin de se faire nommer à sa place. Arrêté au moment où il se rendait à l'État-major, il fut jugé immédiatement avec Lahorie, Guidal et onze de ses complices, et fusillé.
De toutes les exécutions qui ensanglantèrent Grenelle pendant de longues années, celle du général de La Bédoyère, qui eut lieu le 19 août 1815, fut la dernière. Sa veuve condamnée solidairement aux dépens dut payer à titre de gratification aux douze soldats chargés de l'exécution de son malheureux époux la somme de trois francs par homme, soit 36 francs. Le général La Bédoyere avait été arrêté dans un petit pavillon situé au no 5, rue du Faubourg-Poissonnière.

### Le lotissement Violet et le Grenelle moderne

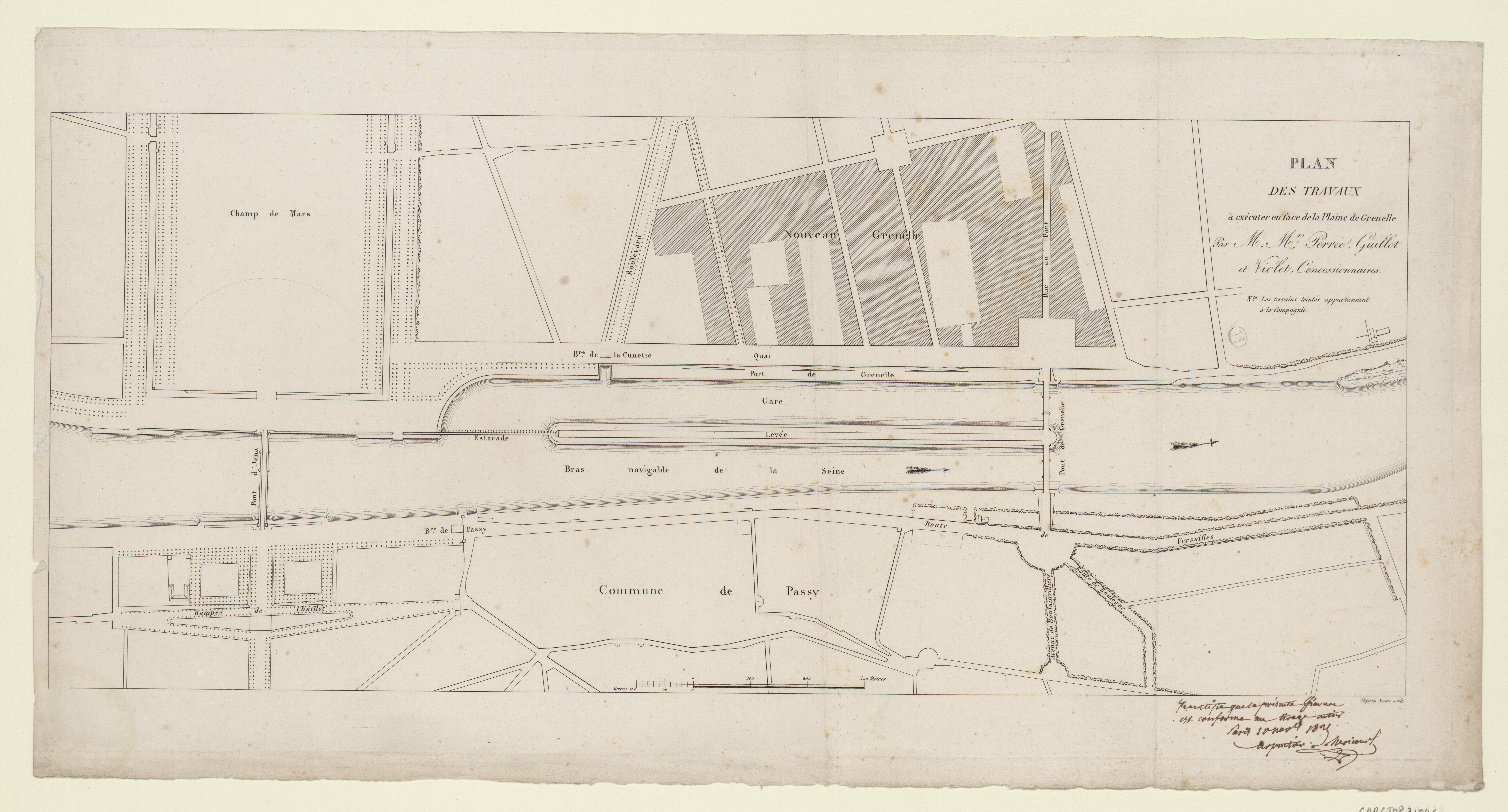
Plan des Travaux à exécuter en face de la Plaine à Grenelle, 1825

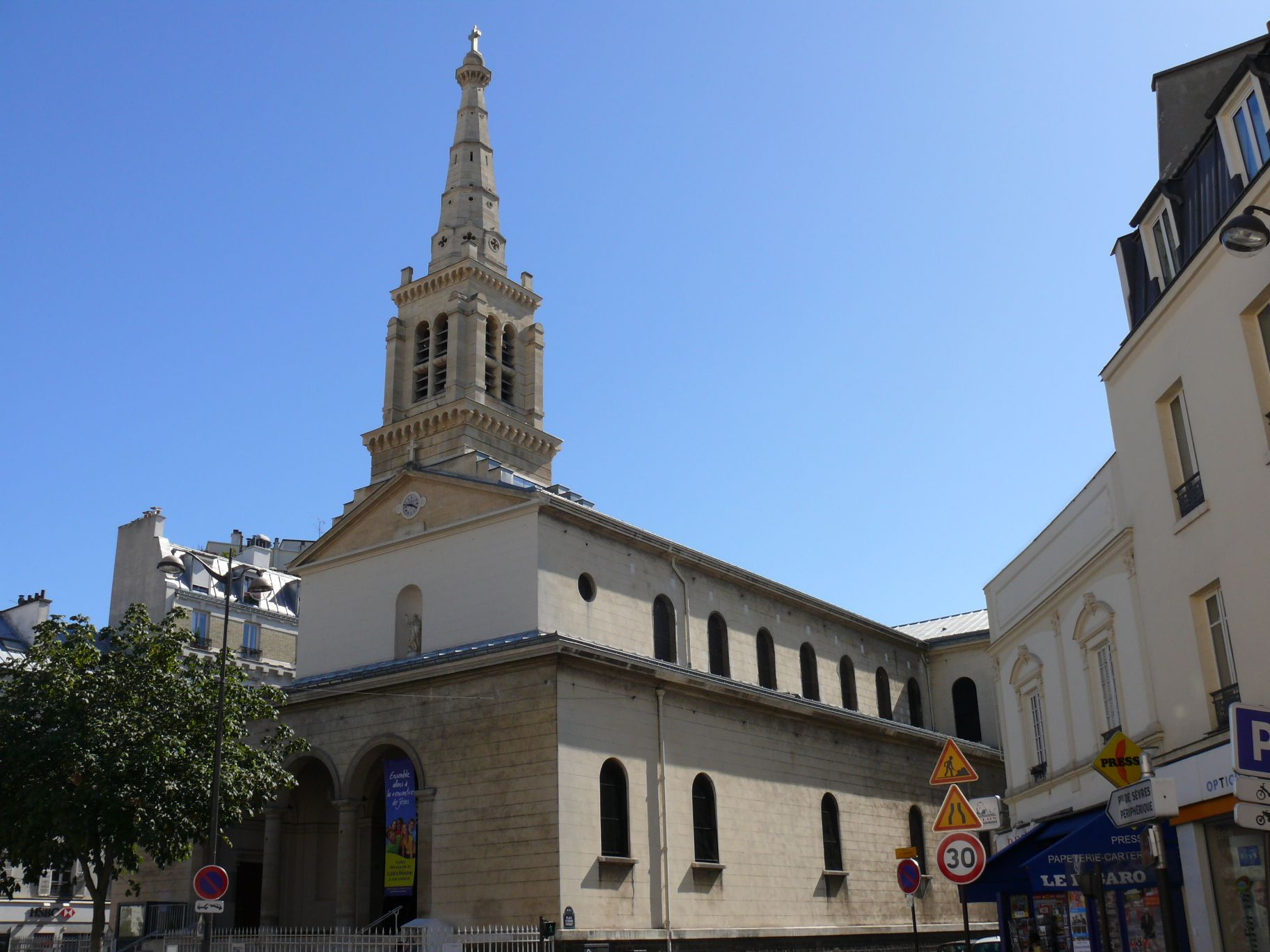
L'église Saint-Jean-Baptiste de Grenelle

Le 15 mai 1824, deux conseillers municipaux de Vaugirard, Léonard Violet et Alphonse Letellier, achetèrent et lotirent tous les terrains de la plaine de Grenelle,. Ces terrains formaient anciennement, avec la ferme de Grenelle bordant l'actuelle rue de la Cavalerie, un ensemble qui dépendait de l’École militaire mais qui fut nationalisé à la Révolution puis vendu par l’État en 1794 à un haut fonctionnaire nommé César Ginoux. C'est ce dernier qui revendit en 1824 l'essentiel de cette propriété, soit la ferme et 105 hectares situés de l'autre côté du mur des Fermiers généraux (sur la commune de Vaugirard), à MM. Violet et Letellier.
Dans l’espace périphérique des faubourgs mal urbanisés et souvent déshérités de la capitale, le lotissement Violet dessina un véritable quartier autonome, mêlant habitations, commerces et industries.
Les opérations ayant été menées très rapidement, le nouveau quartier de Beau Grenelle fut inauguré le 27 juin 1824.  La construction de l’église Saint-Jean-Baptiste en 1825, du pont de Grenelle en 1826, l'aménagement d'un port sur la Seine pour le trafic par voie d'eau et d'une gare fluviale destinée à entreposer les marchandises, ainsi que la réalisation du théâtre de Grenelle en 1828, vinrent parachever cet ensemble organisé en réseau global.
Sous l'impulsion de la Compagnie des Entrepreneurs fondée par Violet et Letellier, le quartier ne cessera de se développer et provoquera peu à peu la jalousie et l'hostilité des habitants du vieux Vaugirard. Le différend, explique Lucien Lambeau, est dû à la sociologie des villages : Vaugirard est composé de paysans et de cultivateurs, Grenelle de bourgeois et d’ouvriers.

### L'indépendance de la commune de Grenelle

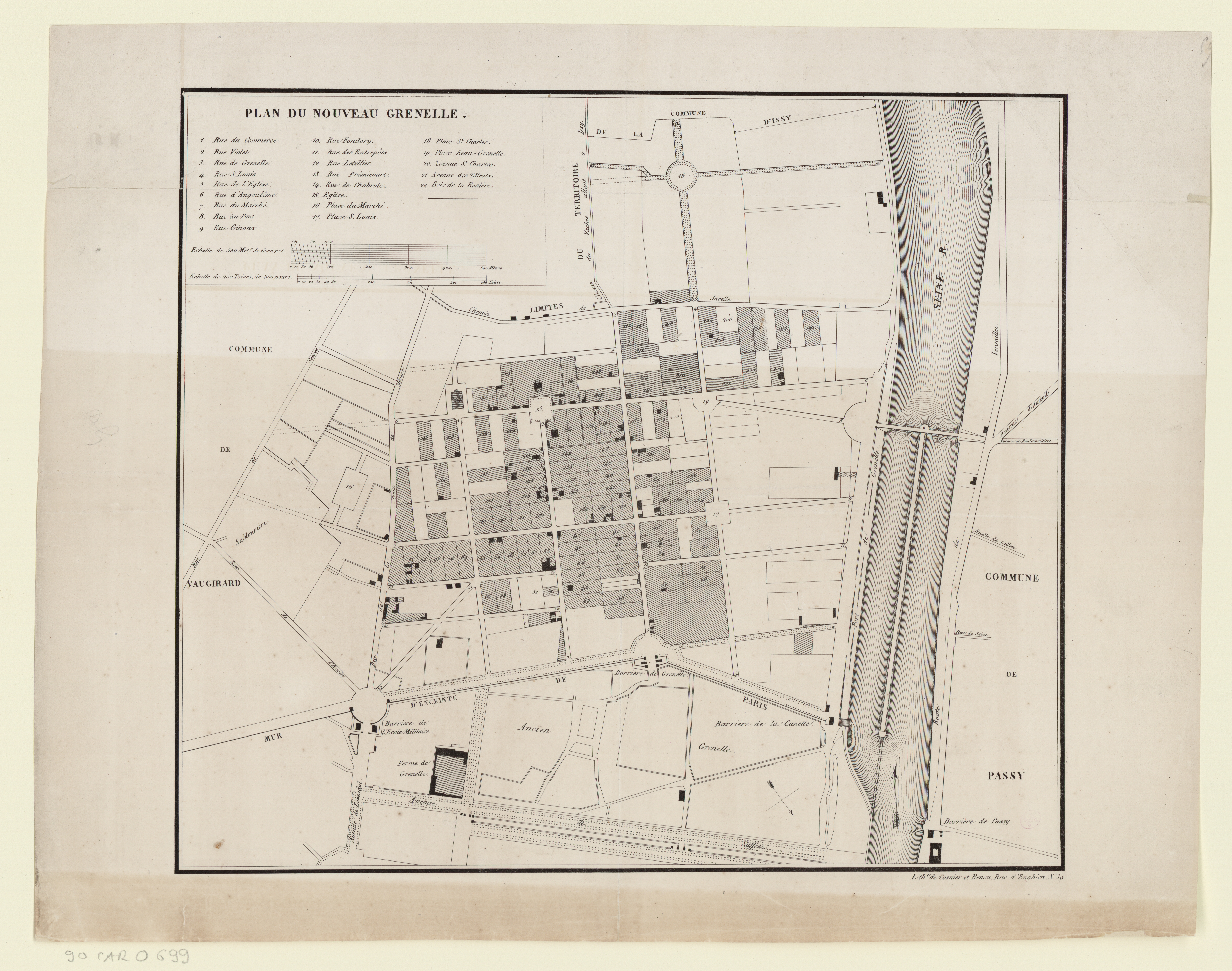
Plan du Nouveau Grenelle, vers 1839.

Ainsi le 13 mai 1829, les conseillers de Vaugirard ayant refusé l'installation de réverbères à huile dans la rue Mademoiselle, les beau-grenellois demandèrent la séparation d'avec la commune de Vaugirard. Après enquête, l'ordonnance du 22 octobre 1830 érigea tout le quartier en commune indépendante sous le nom de Grenelle :

« No 334. - Ordonnance du Roi portant que le village de Grenelle et les terrains qui en dépendent sont distraits de la commune de Vaugirard, arrondissement de Sceaux, département de la Seine, pour former une commune séparée. Cette disposition aura lieu sans préjudice des droits d'usage qui seraient réciproquement acquis. (Paris, 22 octobre 1830.) »

L'ancien bâtiment construit pour servir de mairie en 1848 existe encore, place du Commerce.

#### Démographie de l'ancienne commune de Grenelle
| 1831  | 1836  | 1841  | 1846  | 1851  | 1856   |
| ----- | ----- | ----- | ----- | ----- | ------ |
| 1 647 | 3 768 | 4 129 | 5 548 | 7 878 | 14 863 |

Pendant la courte vie de la commune de Grenelle, sa population  explosa, étant quasiment multipliée par dix en à peine vingt-cinq ans.

### Le rattachement à Paris
Cependant l'indépendance de la nouvelle agglomération fut de courte durée. Le 1er janvier 1860, sur décision du baron Haussmann et malgré l'hostilité des Grenellois, la commune de Grenelle fut annexée à Paris lors de l'extension de celle-ci et son territoire forma, avec la commune de Vaugirard, le quartier de Javel, jusqu'alors sur la commune d'Issy-les-Moulineaux, et le sud du Xe arrondissement ancien de Paris, le 15e arrondissement de Paris.

Limites de l'ancienne commune de Grenelle, avant son annexion à Paris en 1859, reportées sur un plan moderne.
Limites de l'ancienne commune de Grenelle, avant son annexion à Paris en 1859, reportées sur un plan moderne et avec la répartition du territoire communal entre quatre quartiers parisiens.

## Pour approfondir